# Myrmecia
Myrmecia – rodzaj mrówek z podrodziny Myrmeciinae, jedyny z plemienia Myrmeciini. Zasiedla krainę australijską.

## Gatunki
Należą tu 94 gatunki, w tym:

- Myrmecia aberrans Forel, 1900
- Myrmecia acuta Ogata & Taylor, 1991
- Myrmecia analis Mayr, 1862
- Myrmecia apicalis Emery, 1883
- Myrmecia arnoldi Clark, 1951
- Myrmecia athertonensis Forel, 1915
- Myrmecia auriventris Mayr, 1870
- Myrmecia borealis Ogata & Taylor, 1991
- Myrmecia brevinoda Forel, 1910
- Myrmecia browningi Ogata & Taylor, 1991
- Myrmecia callima Clark, 1943
- Myrmecia cephalotes Clark, 1943
- Myrmecia chasei Forel, 1894
- Myrmecia chrysogaster Clark, 1943
- Myrmecia clarki Crawley, 1922
- Myrmecia comata Clark, 1951
- Myrmecia croslandi Taylor, 1991
- Myrmecia cydista Clark, 1943
- Myrmecia desertorum Wheeler, 1915
- Myrmecia dichospila Clark, 1938
- Myrmecia dimidiata Clark, 1951
- Myrmecia dispar Clark, 1951
- Myrmecia elegans Clark, 1943
- Myrmecia erecta Ogata & Taylor, 1991
- Myrmecia esuriens Fabricius, 1804
- Myrmecia eungellensis Ogata & Taylor, 1991
- Myrmecia exigua Clark, 1943
- Myrmecia fabricii Ogata & Taylor, 1991
- Myrmecia ferruginea Mayr, 1876
- Myrmecia flammicollis Brown, 1953
- Myrmecia flavicoma Roger, 1861
- Myrmecia forceps Roger, 1861
- Myrmecia forficata Fabricius, 1787
- Myrmecia formosa Wheeler, 1933
- Myrmecia froggatti Forel, 1910
- Myrmecia fucosa Clark, 1934
- Myrmecia fulgida Clark, 1951
- Myrmecia fulviculis Forel, 1913
- Myrmecia fulvipes Roger, 1861
- Myrmecia fuscipes Clark, 1951
- Myrmecia gilberti Forel, 1910
- Myrmecia gratiosa Clark, 1951
- Myrmecia gulosa Fabricius, 1775
- Myrmecia harderi Forel, 1910
- Myrmecia hilli Clark, 1943
- Myrmecia hirsuta Clark, 1951
- Myrmecia infima Forel, 1900
- Myrmecia inquilina Douglas & Brown, 1959
- Myrmecia loweryi Ogata & Taylor, 1991
- Myrmecia ludlowi Crawley, 1922
- Myrmecia luteiforceps Wheeler, 1933
- Myrmecia mandibularis Smith, 1858
- Myrmecia maura Wheeler, 1933
- Myrmecia maxima Moore, 1842
- Myrmecia michaelseni Forel, 1907
- Myrmecia midas Clark, 1951
- Myrmecia minuscula Forel, 1915
- Myrmecia mjobergi Forel, 1915
- Myrmecia nigra Forel, 1907
- Myrmecia nigriceps Mayr, 1862
- Myrmecia nigriscapa Roger, 1861
- Myrmecia nigrocincta Smith, 1858
- Myrmecia nobilis Clark, 1943
- Myrmecia occidentalis Clark, 1943
- Myrmecia pavida Clark, 1951
- Myrmecia petiolata Emery, 1895
- Myrmecia picta Smith, 1858
- Myrmecia picticeps Clark, 1951
- Myrmecia piliventris Smith, 1858
- Myrmecia pilosula Smith, 1858
- Myrmecia potteri Clark, 1951
- Myrmecia pulchra Clark, 1929
- Myrmecia pyriformis Smith, 1858
- Myrmecia queenslandica Forel, 1915
- Myrmecia regularis Crawley, 1925
- Myrmecia rowlandi Forel, 1910
- Myrmecia rubicunda Clark, 1943
- Myrmecia rubripes Clark, 1951
- Myrmecia rufinodis Smith, 1858
- Myrmecia rugosa Wheeler, 1933
- Myrmecia simillima Smith, 1858
- Myrmecia subfasciata Viehmeyer, 1924
- Myrmecia swalei Crawley, 1922
- Myrmecia tarsata Smith, 1858
- Myrmecia tepperi Emery, 1898
- Myrmecia testaceipes Clark, 1943
- Myrmecia tridentata Ogata & Taylor, 1991
- Myrmecia urens Lowne, 1865
- Myrmecia varians Mayr, 1876
- Myrmecia vindex Smith, 1858